# Madan Mohan Malaviya
Madan Mohan Malaviya, né le 25 décembre 1861 à Allâhâbâd et mort à Bénarès le 12 novembre 1946, est un éducateur, homme politique et militant du mouvement pour l'indépendance de l'Inde.
Il est le fondateur, avec Annie Besant, de l'université hindoue de Bénarès en 1916 à partir du noyau du Central Hindu School. Auparavant, ils avaient déjà ouvert aux jeunes Indiens, le scoutisme jusque-là réservé aux seuls Anglo-Indiens.
Il fut président du Congrès national indien à deux reprises (1909 et 1918).